# 大久保学
大久保 学（おおくぼ まなぶ、1964年7月3日 - ）は、静岡県静岡市出身の元プロ野球選手（投手）。右投右打。
NPBの南海ホークスへ最後に在籍した選手の1人で、1988年に現役を引退してからは、オイスカ高校や如水館高等学校の硬式野球部で監督を務めている。

## 来歴・人物
静岡県立静岡高等学校3年時の1982年に、エース兼4番打者として第64回全国高等学校野球選手権大会に出場したが、この大会で優勝した徳島県立池田高等学校との1回戦で敗れた。しかし、秋のNPBドラフト会議では、上記の試合で投げ合った畠山準に続いて南海ホークスから2位で指名。後に、畠山と揃って入団した。背番号は31。
入団1年目の1983年に、一軍公式戦で畠山を上回る2勝をマーク。しかし、1984年以降は勝ち星が付かず、同年と1987年以降は一軍公式戦での登板機会がなかった。結局、1988年から外野手へ転向した畠山の投手時代の通算勝利数（6勝）に及ばず、同年限りで現役を引退。この年のシーズン終了後にホークスの経営権が南海電気鉄道からダイエーへ移ったため、南海ホークスへの所属および、同球団一筋で現役を引退した最後の選手にもなった。
1989年から福岡ダイエーホークスでスコアラーを務めたが、1995年に退団してからは、妻の実家がある広島県内で生活していた。
2014年1月20日付で日本学生野球協会から学生野球資格回復の適性を認定されたことによって、同協会に加盟する大学・高校の硬式野球部を指導できるようになったため、同年春から母校の静岡高校硬式野球部に投手コーチとして復帰（同部のOBである増井浩俊の弟・達哉の後任）。チームは同年の第96回全国高等学校野球選手権大会および、翌2015年の第87回選抜高等学校野球大会と第97回全国高等学校野球選手権大会へ出場したばかりか、2015年の選抜大会では16年振りの出場ながら準々決勝にまで進出した。ちなみに、投手ではないが、コーチ在任中の部員に堀内謙伍（捕手）や鈴木将平（外野手）がいた。
静岡高校のコーチとして上記の大会へ帯同した際に、試合後のインタビュールームでOBの磯部修三（元・静岡県立浜松商業高等学校→常葉大学附属菊川高等学校硬式野球部監督）と出会ったことがきっかけで、2016年4月から3年間にわたって同県内のオイスカ高校硬式野球部で監督を務めた。
2019年4月1日付で、広島県の如水館高等学校硬式野球部の監督に就任。就任の直後に臨んだ春季広島県大会で、チームを準優勝に導いた。高校球界屈指の名将と目されている迫田穆成の退任に伴う就任で、かねてから親交のある橋本慎吾（社会人野球のクラブチーム・福山ローズファイターズ代表）が同校の同窓会長とも旧知の仲である縁で、大久保に白羽の矢が立ったという。
2020年5月に、広島県高等学校野球連盟からコーチと共に厳重注意を受けた。自校のコーチをバックネットの裏へ待機させたうえで、目視で確認できた相手選手の特徴をLINE経由で（本来はベンチ内への持ち込みが禁じられている）自身のスマートフォンに伝達させる行為が、前述した県大会から確認されたことによる。

## 詳細情報

### 年度別投手成績
| 年 度     | 球 団     | 登 板 | 先 発 | 完 投 | 完 封 | 無 四 球 | 勝 利 | 敗 戦 | セ 丨 ブ | ホ 丨 ル ド | 勝 率 | 打 者 | 投 球 回 | 被 安 打 | 被 本 塁 打 | 与 四 球 | 敬 遠 | 与 死 球 | 奪 三 振 | 暴 投 | ボ 丨 ク | 失 点 | 自 責 点 | 防 御 率 | W H I P |
| --------- | --------- | ----- | ----- | ----- | ----- | -------- | ----- | ----- | -------- | ----------- | ----- | ----- | -------- | -------- | ----------- | -------- | ----- | -------- | -------- | ----- | -------- | ----- | -------- | -------- | ------- |
| 1983      | 南海      | 17    | 2     | 0     | 0     | 0        | 2     | 1     | 0        | --          | .667  | 152   | 34.0     | 41       | 3           | 14       | 0     | 1        | 15       | 0     | 1        | 20    | 18       | 4.76     | 1.62    |
| 1985      | 南海      | 12    | 0     | 0     | 0     | 0        | 0     | 0     | 1        | --          | ----  | 94    | 18.1     | 27       | 5           | 12       | 1     | 2        | 5        | 1     | 0        | 18    | 17       | 8.35     | 2.13    |
| 1986      | 南海      | 1     | 0     | 0     | 0     | 0        | 0     | 0     | 0        | --          | ----  | 10    | 0.2      | 8        | 0           | 0        | 0     | 0        | 0        | 0     | 0        | 7     | 7        | 94.50    | 12.00   |
| 通算：3年 | 通算：3年 | 30    | 2     | 0     | 0     | 0        | 2     | 1     | 1        | --          | .667  | 256   | 53.0     | 76       | 8           | 26       | 1     | 3        | 20       | 1     | 1        | 45    | 42       | 7.13     | 1.92    |

### 記録
- 初登板：1983年6月25日、対日本ハムファイターズ11回戦（後楽園球場）、7回裏から3番手で登板、2回2失点。
- 初勝利：1983年7月10日、対近鉄バファローズ18回戦（新大分球場）、4回1死から2番手で登板、2回2/3を2失点。
- 初先発：1983年8月25日、対阪急ブレーブス18回戦（西宮球場）、2回2/3を1失点で敗戦投手。
- 初セーブ：1985年5月1日、対阪急ブレーブス4回戦（大阪球場）、9回表1死から4番手で登板、無失点。

### 背番号
- 31（1983年 - 1988年）